# Costul veniturilor
Costul de venituri este costul total al producerii și distribuirii de produse și servicii al unei companii.
Costul de venituri poate fi găsit în declarația de venit a unei companii. În general, orice costuri care sunt direct legate de producție și distribuție de bunuri și servicii pot fi adăugate la costul de venituri (de exemplu, costurile directe). Costurile indirecte (de exemplu, amortizarea, salariile plătite către management sau alte costuri fixe) nu sunt incluse.
Costul de venituri este diferit de Costurile Bunurilor Vândute (CBV) în modul în care se includ costuri suplimentare, cum ar fi distribuția, comercializarea și altele.

## Exemplu
Definiția costului de venituri dintr-un raport anual al Facebook::40
„Costul de venituri.  Costurile noastre de venituri constau, în principal, din cheltuielile asociate cu livrarea și distribuția produselor noastre. Acestea includ cheltuielile legate de funcționarea centrelor noastre de date, cum ar fi amortizarea echipamentului pentru sever și a instalațiilor, costurile pentru energie și pentru lățimea de bandă, costurile salariilor, beneficiilor și a compensărilor pe bază de acțiuni pentru angajați în cadrul echipelor operaționale. Costul de venituri include, de asemenea, cardul de credit și alte taxe de tranzacție legate de procesarea operațiunilor cu clientela, amortizarea activelor necorporale, a costurilor asociate cu aranjamentele cu partenerii de date și costul inventarului dispozitivului platformei de realitate virtuală vândut.”
Costul de venituri al Facebook poate fi, de asemenea, găsite pe aceste resurse ar fi Yahoo! Finance și Google Finance.